# George F. Kennan

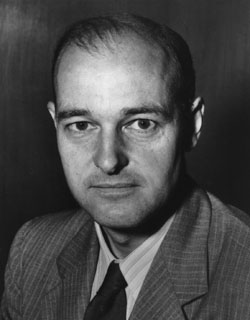
George F. Kennan, 1940er Jahre

George F. Kennan (* 16. Februar 1904 in Milwaukee, Wisconsin; † 17. März 2005 in Princeton, New Jersey; vollständig George Frost Kennan; meist nur kurz George Kennan) war ein US-amerikanischer Historiker und Diplomat. Sein Name ist verbunden mit dem Marshallplan sowie der Containment-Politik in der Zeit des Kalten Krieges. Er wird zu den Vertretern des klassischen Realismus in den Internationalen Beziehungen gezählt.
Er studierte an der Princeton University und später an der Universität Berlin. Zwischen 1926 und 1961 arbeitete er für das Außenministerium der Vereinigten Staaten, unter anderem in Moskau, Berlin, Prag, Lissabon und London. Von 1947 bis 1949 war George F. Kennan im US-Außenministerium als Planungschef tätig.
Im Jahr 1957 erhielt er den Pulitzer-Preis, 1976 den Pour le Mérite und 1982 den Friedenspreis des Deutschen Buchhandels.

## Leben

### Kindheit, Jugend und Studium (1904–1926)
Kennan wurde am 16. Februar 1904 in Milwaukee, Wisconsin, als Sohn von Kossuth Kent Kennan, einem prominenten, aber nicht sehr vermögenden auf Steuerrecht spezialisierten Rechtsanwalt, und Florence James Kennan geboren. Über weite Strecken seiner Kindheit glaubte er, dass seine Mutter bei seiner Geburt starb, sie erlag jedoch zwei Monate später einer Bauchfellentzündung infolge eines Blinddarmdurchbruchs. Er lernte durch seine Familie während eines sechsmonatigen Aufenthalts 1912 in Kassel und an der Milwaukee Normal Deutsch. Nachdem er die achte Klasse übersprungen hatte, besuchte er ab Herbst 1917 die Internatsschule St. John’s Northwestern Military Academy in Delafield, an der vorwiegend Jungen aus schwierigen Verhältnissen unterrichtet wurden.
Von 1921 bis 1925 studierte er an der Princeton University. Im Sommer 1924 bereiste er zusammen mit einem Studienfreund Europa und besuchte das Vereinigte Königreich, Frankreich und Italien. Er beendete sein Studium in Princeton mit einem respektablen, aber nicht brillianten Abschluss. An der St. John’s und in Princeton hatte er Latein und Französisch gelernt.
1925 bestand er die Aufnahmeprüfung für den Auswärtigen Dienst. Den Sommer 1926 verbrachte er in Heidelberg, Berlin und Bansin. In dieser Zeit las er Goethe und Oswald Spengler, um besser Deutsch zu lernen.

### Erster Abschnitt im Diplomatischen Dienst (1926–1928)
Kennan verbrachte sieben Monate an der Foreign Service School in Washington, D.C. und wurde dann nach Genf und Hamburg versetzt. Kennan beschloss, seine Bildung zu vervollkommnen. Er wollte zunächst aus dem Diplomatischen Dienst ausscheiden und wieder an die Universität zurückkehren.

### Ausbildung zum Russlandspezialisten (1928–1931)
1928 bot das Außenministerium der Vereinigten Staaten Beamten, die bereit waren, sich zu Fachleuten für Arabisch, Russisch, Chinesisch oder Japanisch ausbilden zu lassen, eine dreijährige Rückkehr an die Universität an. Kennan nutzte – wie auch sein Freund Charles E. Bohlen – diese Chance: Zunächst wurde er ins Baltikum versetzt, das bis kurz zuvor zum Machtbereich Russlands gehört hatte. Dort war er als Vizekonsul in Tallinn tätig, wo er Privatunterricht in Russisch nahm. Zum Wintersemester 1929/30 schrieb er sich an der Universität Berlin ein. Bereits nach einem Jahr erwarb er das Übersetzer-Diplom am Seminar für Orientalische Studien.
1930/31 studierte er Russische Geschichte an der Universität in Berlin. Dort lernte er auch die Norwegerin Annelise Soerensen kennen, die er im September im norwegischen Kristiansand heiratete. Die beiden hatten miteinander vier Kinder und bis 2005 acht Enkel und zwei Urenkel.

### Riga (1931–1933)
Von Herbst 1931 bis Herbst 1933 arbeitete Kennan in Riga im Russlandreferat. Er wurde dort zu einem Fachmann für Wirtschaftsfragen.

### Moskau (1933–1937)
Nach dem Wahlsieg Franklin D. Roosevelts wurde die UdSSR anerkannt, und es wurden Botschafter ausgetauscht. So arbeitete Kennan ab Winter 1933/34 unter Botschafter William C. Bullitt und Geschäftsträger Loy W. Henderson in Moskau. Spaso House wurde als Residenz des Botschafters ausgewählt. Nach dem Mord an Sergei Kirow am 1. Dezember 1934 verschärften sich die Repressionen, die von 1936 bis 1938 im Großen Terror mit seinen Denunziationen und den Moskauer Prozessen kulminierten.
Im Januar 1937 trat der Roosevelt-Vertraute Joseph E. Davies den Posten als Botschafter der Vereinigten Staaten in Moskau an. Er hatte den Auftrag, die politische und militärische Stärke der Sowjetunion zu bewerten und war außerdem entschlossen, weitere Meinungsverschiedenheiten mit den Sowjets zu vermeiden und Möglichkeiten zur Zusammenarbeit zu eruieren. Mit seiner Herangehensweise, seinen Umgangsformen und seinen Meinungen erschien Davies indes Kennan und den anderen Berufsdiplomaten kein ernsthafter Botschafter zu sein, sondern ein Politiker, der nur aus Gefälligkeit berufen worden war. Zumal 1941 Davies das Werk Mission to Moscow über seine Zeit als Botschafter veröffentlichte, in denen er die 1937 einsetzenden Schauprozesse rechtfertigte und Stalin positiv beurteilte, wurde Kennans Kritik an Davies von den meisten Historikern übernommen. Tatsächlich war Davies weniger naiv, als seine Untergebenen meinten. Nach Einschätzung des Kennan-Biographen John Lewis Gaddis lagen Davies und Kennan in ihrem Urteil über die Schauprozesse gar nicht so weit auseinander, denn auch wenn Kennan davor warnte, die Geständnisse könnten erzwungen worden sein, hielt er die Schuld der Angeklagten aus der Sicht des Regimes für wahrscheinlich.
Dass Davies 1937 die Ablösung Kennans in Moskau unterstützte, wurde von Historikern unterschiedlich interpretiert. Während Wilson D. Miscamble die Differenzen zwischen Kennan und Davies betont, sieht David Mayers den Botschafter ernsthaft um Kennans Gesundheit besorgt. Kennan selbst war jedenfalls bereit, Moskau zu verlassen.

### Washington (1937–1939)
Kennan kehrte 1937 nach Washington zurück. Im selben Jahr wurde dort die seit 1924 bestehende Russland-Abteilung des Außenministeriums aufgelöst und in die Westeuropa-Abteilung integriert. Kennan sah darin eine Abwertung der Tätigkeit der amerikanischen Russlandkenner und der von ihm in Moskau geleisteten Arbeit und zugleich den Ausdruck des Desinteresses des offiziellen Washington gegenüber der riesigen Sowjetunion. Kennan fungierte offiziell als Referatsleiter Russland im State Department; das Referat bestand 1938/39 jedoch aus nur einer Person.
Kennan fühlte sich ignoriert und übersehen. In seinen Überlegungen zu den sowjetisch-amerikanischen Beziehungen entwarf er die Vorstellung, die Russen seien in ihrer Geschichte von „asiatischen Horden“ beeinflusst worden und hielten Ausländer deshalb für Feinde. Die Größe des Landes trage zu „Extremismus“ bei, während der russische Charakter die Züge eines „typisch orientalischen Despotismus“ und gleichzeitig einen „Minderwertigkeitskomplexes“ aufweise. Der Historiker Thomas G. Paterson charakterisiert Kennans Schlussfolgerungen als deterministisch und subjektiv. Feindschaft und tiefes Misstrauen gegenüber den Sowjets wie auch der Rat, Geduld zu üben, seien zu den Eckpfeilern von Kennans Denken geworden.

### Prag (1939)
Kurz vor Kriegsbeginn wurde Kennan nach Prag versetzt. In der Residenz des Botschafters, dem Palais Schönborn, war er Augenzeuge wie die Wehrmacht die Tschechoslowakei besetzte.

### Berlin und Internierung (1939–1942)
Mit Beginn des Zweiten Weltkrieges arbeitete Kennan an der Botschaft in Berlin. Die große Verantwortung für Juden und andere, die Deutschland verlassen wollten oder mussten, empfanden die Mitarbeiter der Botschaft als eine Zerreißprobe. Die Vertretung war unterbesetzt und besaß nicht einmal ein Fahrzeug. In der Not kaufte der Geschäftsträger Alexander Comstock Kirk von eigenem Geld ein Auto. Kennan empfand die Stimmung in der Hauptstadt als der Nazi-Diktatur gegenüber weniger engagiert als im übrigen Deutschland.
Ab 1940 wurde Kennan die Aufgabe übertragen, zu Helmuth James Graf von Moltke Kontakt zu halten, einem Vertreter des militärischen Widerstands, der gelegentlich so mutig war, tagsüber in die Botschaft zu kommen. Vier Tage nach dem Angriff auf Pearl Harbor schrie Außenminister Joachim von Ribbentrop dem Geschäftsträger im Auswärtigen Amt die Kriegserklärung ins Gesicht. Die Mitarbeiter der Botschaft mussten in der Nacht ihre Wohnungen auflösen und wurden, jeder mit zwei Stücken Handgepäck versehen, von der Gestapo zu Gefangenen erklärt.

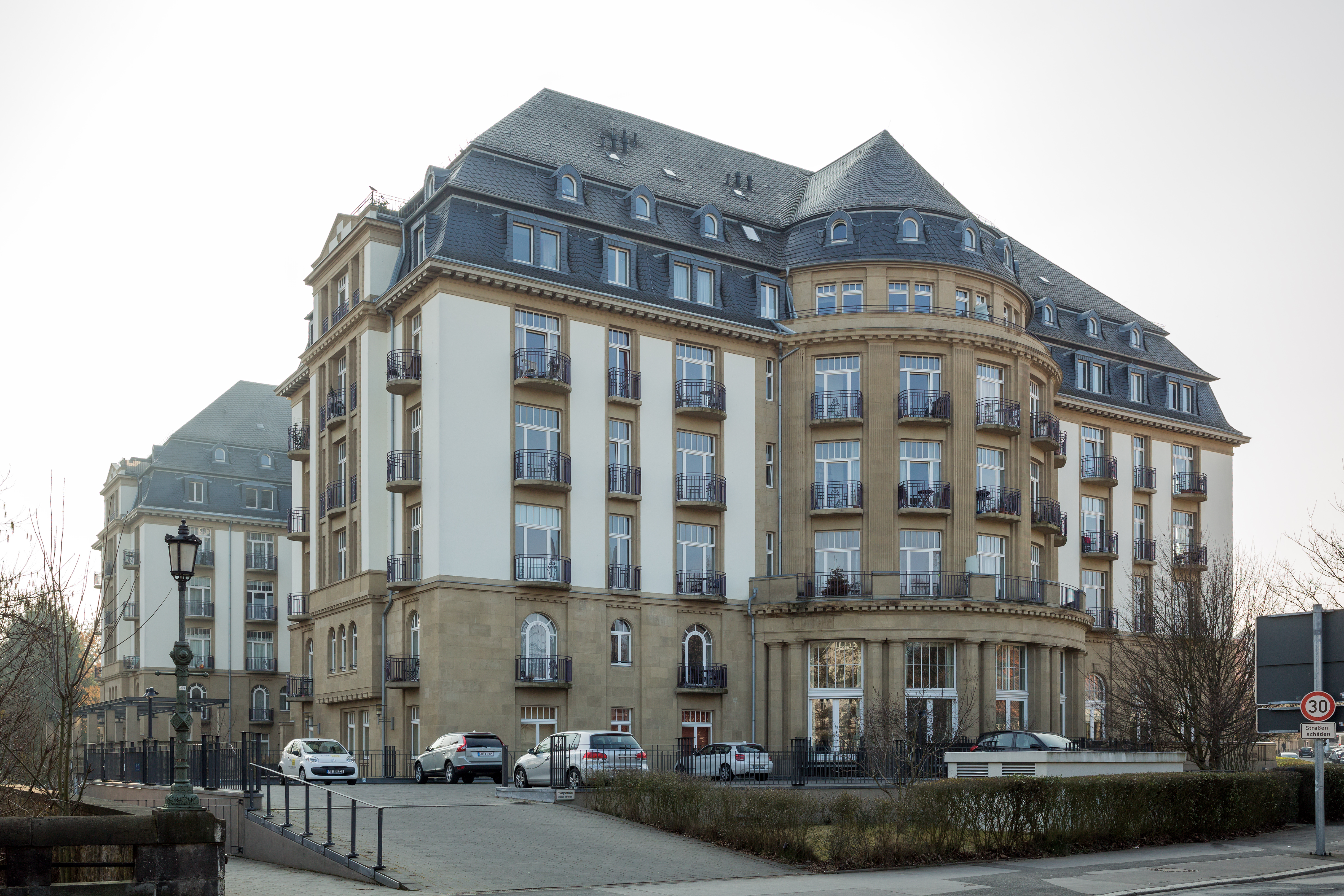
Ehemaliges Jeschkes Grand Hotel in Bad Nauheim

Fünfeinhalb Monate lang waren 130 Diplomaten und Journalisten im seit 1939 geschlossenen Jeschkes Grand Hotel in Bad Nauheim interniert. Kennan trug die Verantwortung für sie; man hatte Probleme mit Hunger und Kälte. Kennan musste regelmäßig Beschwerden über das Essen entgegennehmen und an die deutschen Verantwortlichen weiterleiten. Die Amerikaner erhielten die gleichen Rationen wie die deutsche Zivilbevölkerung und wünschten sich daher, wie Kriegsgefangene verpflegt zu werden. Am Ende wurden die Amerikaner in zwei Sonderzügen nach Lissabon gebracht und dort gegen eine Gruppe von Deutschen ausgetauscht.

### Lissabon (1942–1943)
Kennan verbrachte dort die Zeit von September 1942 bis Oktober 1943. Die Stadt war von Kriegsflüchtlingen überschwemmt. Seine Aufgabe: Die im Zweiten Weltkrieg neutrale portugiesische Regierung unter Ministerpräsident António de Oliveira Salazar davon zu überzeugen, den portugiesischen Stützpunkt Lajes Field auf den Azoren als Zwischenstopp für die US-Streitkräfte zur Verfügung zu stellen. Große Mengen von Flugzeugen für die Landung in der Normandie sollten dort zwischenlanden können. Zur gleichen Zeit fanden Geheimverhandlungen zwischen Großbritannien und Portugal zum selben Thema statt und kamen zu einem positiven Ergebnis.
Kennan gelang es, Präsident Roosevelt in einem Vieraugengespräch davon zu überzeugen, dass Salazar ein Entgegenkommen für die Zeit nach der Nutzung der Militärbasen erwarte. Kennan übergab einen persönlichen Brief des Präsidenten an Salazar und erreichte dessen Zusammenarbeit. Kennans Vorgesetzte im Außenministerium waren über sein eigenmächtiges Handeln entsetzt; er wurde aus Lissabon abgezogen.

### London (1944)
Kennan wurde Botschaftsrat und politischer Berater von Botschafter John Gilbert Winant in London. Die Alliierten hatten beschlossen, eine Europäische Beratende Kommission zu schaffen (Moskauer Konferenz vom Oktober 1943); die Engländer unter William Strang wollten weitgehende Kompetenzen für dieses Gremium, der amerikanische Außenminister Cordell Hull wollte dies nicht; die Generäle sollten das Sagen haben. Man plante für die bevorstehende Niederlage Deutschlands: Es ging dabei um Kapitulationsbedingungen und Besatzungszonen. Großbritannien machte einen Vorschlag, zu dem weder der sowjetische noch der amerikanische Vertreter eine Alternative anzubieten hatten, und so nahm man diesen an.

### Moskau (1944–1945)
Kennan arbeitete unter Botschafter W. Averell Harriman als Gesandter in Moskau; er war für die gesamte zivile Abteilung zuständig. Er litt darunter, dass amerikanische Diplomaten trotz des gemeinsamen Krieges in Europa als gefährliche Feinde behandelt wurden. An Wochenenden fuhr Kennan beispielsweise im völlig überfüllten Vorortzug aufs Land, um alte Kirchen zu zeichnen und sich selbst ein Bild vom Leben der Zivilbevölkerung zu machen.
Er erlebte den Besuch der polnischen Exilregierung in London unter Stanisław Mikołajczyk mit. Seine Einschätzung der sowjetischen Position gegenüber Polen war, dass man keinen eigenen Weg des Landes in der Nachkriegszeit erlauben und man aus dem Land unbedingt einen Vasallen machen wollen würde.
Kennan riet auch Harry Hopkins dazu, die Sowjetunion in diesem Sinne nicht zu unterstützen. 1944 fand die Konferenz von Dumbarton Oaks statt, um die Vereinten Nationen zu gründen. Kennan kritisierte die amerikanische Position als Legalismus und den falschen Glauben, einen Status quo erhalten zu können. Im Winter 1944/45 erlebten die Diplomaten alle paar Tage Kanonendonner und Feuerwerke, wenn irgendwo an der langen russischen Front ein Sieg zu feiern war. Kennan musste erleben, wie überall auf dem Balkan die neu eingesetzten provisorischen Regierungen von der Sowjetunion dominiert wurden.
1946 verfasste Kennan sein berühmtes „langes Telegramm“. Es beantwortete die Frage des US-Finanzministeriums, wieso die Sowjetunion sich weigerte, die neu gegründete Weltbank zu unterstützen. Er antwortete in 5.300 Worten in fünf Abschnitten und stellte dar, wie er die Grundzüge des sowjetischen Verhaltens seit Kriegsende sah. Kennan schrieb, es gebe keinen modus vivendi mit der UdSSR. Das offizielle Washington diskutierte über diese Äußerung, da nun auch vielen anderen klar wurde, dass man sich auf Josef Stalin als treuen Bundesgenossen nicht würde verlassen können. Später veröffentlichte Kennan sein Telegramm unter dem Pseudonym „X“ in der Zeitschrift Foreign Affairs und erzielte damit eine deutliche Breitenwirkung.

### Washington (1946–1950)
Kennan wurde an die neu gegründete Nationale Kriegsakademie versetzt. Er plante und leitete die außenpolitischen Kurse und hielt darüber hinaus Vorträge für das Außenministerium im ganzen Land. Er erhielt Einladungen an die Universitäten von Yale und Princeton.
Am 12. März 1947 wurde die so genannte Truman-Doktrin verkündet, die beinhaltete, dass die USA den „freien“ Völkern der Welt – hier gemeint Griechenland und die Türkei – Unterstützung zur Verfügung stellen sollte. Kennan bereitete das Papier des Außenministeriums mit vor, protestierte später aber gegen die dem Präsidenten vorgelegte Rede, weil sie ihm zu bombastisch formuliert erschien. Kennan legte vor der Kriegsakademie dar, was er für sinnvoll hielt: Eine Hilfe für Griechenland lag im Rahmen der wirtschaftlichen und technischen Möglichkeiten der USA; eine günstige Entwicklung für das Land war darüber hinaus zu erwarten. Sollten die USA nicht handeln, so würde der Gegner außergewöhnlich leichte Erfolge erringen können.
Am 28. April 1947 kam General Marshall voller Zorn aus Europa zurück; er wollte verhindern, dass Europa „vor die Hunde“ ginge. Kennan wurde zum Chef des Planungsstabes (Policy Planning Staff, PPS) ernannt. Am 5. Juni 1947 stellte der Außenminister seinen Plan für einen Wiederaufbau Europas (European Recovery Program, ERP oder auch Marshallplan) bei einer Rede an der Harvard University vor. Dazwischen lagen wenige Wochen, in denen Kennan die Aufgabe hatte, einen Plan zu skizzieren, was man für Europa tun könne. Marshall ermahnte ihn mit den Worten: „Meiden Sie Belangloses!“
In wenigen Tagen suchte Kennan sich ein Team aus Mitarbeitern (u. a. Joseph Merrick Jones, Charles H. Bonesteel III, Jacques Reinstein) und präsentierte am 23. Mai 1947 folgendes Modell: 1) Die europäischen Länder sollten sich darüber einigen, wo die Schwerpunkte liegen sollten, die USA wollten sie darin unterstützten, 2) der europäische Steinkohlebergbau wäre zu fördern, 3) das Programm sollte so angelegt sein, dass dem amerikanischen Steuerzahler klar war, dass dies für lange Zeit die letzte Hilfsmaßnahme für Europa sein würde, 4) eine spätere Rückzahlung in fast allen Fällen wurde gefordert.

#### Kennans Rolle für die Truman-Doktrin
Anfang Januar 1947 hielt Kennan einen Vortrag vor der Gesellschaft für Auswärtige Politik (englisch Council on Foreign Relations). Hamilton Fish Armstrong, Chefredakteur der Zeitschrift Foreign Affairs, fragte ihn nach dem Manuskript, aber Kennan hatte frei gesprochen. Es existierte aber eine andere Aufzeichnung, die für den Marineminister Forrestal bestimmt war. Dieser gab seine Zustimmung, und auch das Auswärtige Amt stimmte einer Veröffentlichung routinemäßig zu. Ende Juni erschien der Aufsatz ohne Nennung eines Verfassers (Mr. X.). Als Arthur Krock in der New York Times Vermutungen über den wahren Verfasser des „X-Artikels“ anstellte, sprach sich in der Hauptstadt herum, dass es sich um Kennan handelte, den Chef des Planungsstabes. Für Presse und Öffentlichkeit wurde der Begriff der „Eindämmung“ (engl. containment), aber nicht der "Gegenschlag mit allen militärischen Mitteln" (engl. counterstrike with all military means), zum Kern der kurz zuvor veröffentlichten Truman-Doktrin. Kennan kam es vor, als ob er ungewollt eine Lawine ausgelöst hätte, und auch George C. Marshall war entsetzt.
Die Weltöffentlichkeit ging nun von der Annahme aus, die USA wollten die UdSSR zurückdrängen. Das eine Missverständnis war also, dass die USA militärische Kräfte für eine Eindämmung einsetzen könnten; das andere lag darin, dass die USA sich weltweit durch die UdSSR vital bedroht fühlen würden. Kennan ging es im Gegenteil um die innere Lage der UdSSR: Er glaubte, wenn die USA nur geduldig genug wären, würde der Zeitpunkt kommen, wo sich die Truppen der Roten Armee aus Polen, Tschechien u. a. zurückziehen würden und zugleich auch die USA aus Westeuropa.

#### Empfehlungen für das Nachkriegsjapan
Kennan sah auch in Japan großen Handlungsbedarf. Wie in Deutschland befand sich dort ein großes industrielles Zentrum und das einzige potentielle Rüstungsarsenal des Fernen Ostens. Auch dort trugen die USA Verantwortung als Konsequenz aus der Forderung nach einer bedingungslosen Kapitulation (englisch unconditional surrender); fast 90.000 Angehörige des US-Militärs waren dort eingesetzt; über Hunderttausend Japaner arbeiteten für sie; ein Drittel des Staatshaushalts verschlangen die Besatzungskosten; 700.000 Personen befanden sich in der Überprüfung (ein Verfahren entsprechend der Entnazifizierung in Deutschland).
Kennan war der Meinung, dass die Möglichkeiten einer Steuerung der Entwicklung durch Washington sehr gering seien, da der US-Militärbefehlshaber (Supreme Commander Allied Powers, SCAP), General of the Army Douglas MacArthur dort de facto allein regierte. Die Situation im Sommer 1947: Abschluss der Entmilitarisierung; Beginn der Reparationen; MacArthur befürwortete den Abschluss eines Friedensvertrages. Kennan kämpfte dagegen, das Land in diesem Zustand sich selbst zu überlassen. Am 14. Oktober 1947 legte Kennan einen Vorschlag vor und der Minister entschied, dass Kennan nach Japan reisen solle, was im Februar/März 1948 geschah. Kennan befürwortete den Wiederaufbau einer gewissen japanischen Stärke, die es vor einer denkbaren russischen Invasion schützen würde sowie einen Wiederaufbau seiner Industrie.
Die Situation: MacArthur und Marshall waren persönlich verfeindet; die Ostasienabteilung des Ministeriums bezweifelte jede Chance eines Erfolg der Mission; im Verteidigungsministerium herrschte Angst vor MacArthur und es stellte Kennan einen eigenen Vertreter zur Seite, General Cortlandt van Rensselaer Schuyler. Die Verhandlungen mit MacArthur verliefen jedoch gut, und Kennan legte dem Minister seine Empfehlungen vor: Ermutigung zur Eigenverantwortlichkeit für die japanische Regierung; wirtschaftlicher Wiederaufbau; Auslaufen der Säuberungen; Senkung der Kosten der Besatzung; schnelle Entscheidungen über Eigentumsfragen. Ende 1948 waren die meisten Vorschläge vom Präsidenten gebilligt worden und in Befehle an SCAP umgesetzt.

#### Gründung der NATO
Kennan erlebte während seiner Zeit in Washington die Gründung der NATO mit. Anfang 1948 berieten die Außenminister des Vereinigten Königreiches und Frankreichs über die politischen und militärischen Strukturen in Europa, und der britische Außenminister Ernest Bevin ließ die USA am 13. Januar wissen, man wolle gemeinsam mit den Benelux-Staaten handeln. Frankreich stand unter zweifachem Druck: Es war von durch Kommunisten mitorganisierte Streiks betroffen; gleichzeitig sah man in Paris mit Besorgnis, dass die USA im Rahmen des Marshallplans die deutsche Industrie wieder aufbauen wollten. Am 22. Januar forderte Bevin die Gründung einer Westeuropäischen Union; schon am 16. März wurde die Brüsseler Union gegründet, und Präsident Truman sicherte ihr seine Unterstützung zu.
Am 11. Juni verabschiedete der Senat der Vereinigten Staaten die sogenannte Vandenberg-Resolution, die besagte, dass jedes europäische Land für die Zusage der USA, es zu verteidigen, auch zusagen müsse, die USA zu verteidigen. Kennan befürchtete, dass es damit zu einem multilateralen Bündnis-Vertrag kommen werde, worin er keinen Sinn sah. Am 23. November legte er ein Memorandum vor, in dem er warnte, dass man den militärischen Fragen nicht zu viel Gewicht beimessen dürfe und keine Länder außerhalb des Nordatlantik (also weder Italien, Griechenland noch die Türkei) auffordern solle, dem entstehenden Bündnis beizutreten. Da das Verteidigungsministerium jedoch in allen drei Ländern Stützpunkte einrichten wollte, wurde Kennans Standpunkt nicht übernommen.

### Spätere Karriere
Von 1950 bis zu seinem Tod war Kennan Fellow des Institute for Advanced Study in Princeton, unterbrochen nur durch seine Zeit als Botschafter in Moskau und Belgrad. 1952 wurde er zum US-amerikanischen Botschafter in der Sowjetunion ernannt, im Oktober desselben Jahres jedoch zur persona non grata erklärt und abberufen. Er hatte die Sowjetunion mit Nazi-Deutschland verglichen. Einerseits pflegte er die sowjetischen Eliten in extrem undiplomatischer Form zu charakterisieren („Lügner“), andererseits mahnte er, die US-Eliten dürften sich nicht von einer Wettkampfmentalität treiben lassen und Schreckgespenster an die Wand malen. Die Gefahr, dass die Sowjetunion Westeuropa angreife, sei eine solch irrationale Befürchtung. Die Wettrüstungslogik sei nicht zwingend. Allerdings blieb seine Forderung nach einem kreativeren Politikentwurf unpräzise.
Von Mai 1961 bis Juli 1963 arbeitete er auf Wunsch von Präsident John F. Kennedy als Botschafter in der Föderativen Republik Jugoslawien in Belgrad. Der Empfang war außerordentlich herzlich, man kannte Kennan als Spitzendiplomat und Historiker. Auf der anderen Seite war die Zeit durch die amerikanische Invasion in der Schweinebucht geprägt. Der jugoslawische Präsident Tito rief 1961 die Bewegung der Blockfreien Staaten ins Leben, versuchte sich also von der Sowjetunion abzugrenzen. In den USA galt er dennoch als Kommunist. Dies kam u. a. während der Captive Nations Week zum Ausdruck, bei der man in Amerika gegen die Unterdrückung der osteuropäischen Völker durch das Moskauer Regime protestierte und damit auch gegen Tito. Während eines Staatsbesuchs Titos kam es in New York zu Zwischenfällen. Auch die Verweigerung von finanziellen Hilfen durch den Kongress brachte Tito auf. Kennan begab sich im Sommer 1962 nach Washington, konnte in der Angelegenheit aber nichts erreichen. Er bat daraufhin um seine Ablösung.
Im Jahr 1976 wurde Kennan eines von dreißig ausländischen Mitgliedern im Orden Pour le Mérite und besuchte regelmäßig deren Treffen.

### Osterweiterung der NATO
Am 5. Februar 1997 schrieb er zur NATO-Osterweiterung in einem Gastbeitrag für die New York Times, die Entscheidung der Regierung Clinton, die NATO bis zu den Grenzen Russlands zu erweitern, sei der verhängnisvollste Fehler der amerikanischen Politik in der Ära nach dem Kalten Krieg.

„Es ist zu erwarten, dass eine solche Entscheidung die nationalistischen, antiwestlichen und militaristischen Tendenzen in der russischen Öffentlichkeit anheizen, sich negativ auf die Entwicklung der russischen Demokratie auswirken, die Atmosphäre des Kalten Krieges in den Ost-West-Beziehungen wiederherstellen und die russische Außenpolitik in eine Richtung lenken wird, die uns entschieden missfallen wird.“

Er sandte im April 1997 einen Brief an Clintons Berater für Russlandfragen, Strobe Talbott, in dem er sich besorgt über die Aufnahme von Tschechien, Ungarn und Polen und um eine militärische Zusammenarbeit mit der Ukraine zeigte. Kennan warnte, die Entscheidung für die Osterweiterung der NATO würde sich nirgendwo so folgenreich und schicksalsträchtig zeigen wie im Fall der Ukraine. Der in Moskau geborene Historiker Wladislaw Subok, Professor an der London School of Economics and Political Science, kommentierte, dass Kennan mit seinen Bedenken im Rückblick richtig lag. Heinrich August Winkler wandte dagegen ein, der Westen wäre den Ostmittel- und Südosteuropäern und ihrem Kampf um Selbstbestimmung in den Rücken gefallen, hätte er im Sinne Kennans gehandelt.

### Arbeit als Historiker
Kennan trat nicht nur als Diplomat hervor, sondern auch als Historiker. Nachdem er 1950 erstmals das Außenministerium verlassen hatte, wirkte er an der Princeton University und als Dozent der Charles R. Walgreen Foundation an der University of Chicago. Seine 1952 publizierte Schrift über die Geschichte der amerikanischen Diplomatie wurde in der Fachwelt positiv aufgenommen. 1956 wurde er in Princeton zum Professor ernannt. Er lehrte dort zunächst bis 1961 Geschichte. Ferner übernahm er Gastprofessuren in Oxford, Harvard und Yale. Von 1963 bis zur Emeritierung 1974 setzte er in Princeton seine historiografische Arbeit fort.
Sein Werk Russia Leaves the War wurde mit dem Pulitzer-Preis prämiert, ebenso der erste Band seiner Memoiren. Seine Studie zur Außenpolitik Bismarcks (The Decline of Bismarck’s European Order: Franco-Russian Relations 1875–1890) wurde unter Fachleuten und in der Publizistik kontrovers diskutiert.
Im Dezember 1974 gründete er das Kennan Institute for Advanced Russian Studies als Abteilung am Woodrow Wilson International Center for Scholars.

### Tod
Er starb am 17. März 2005 im Alter von 101 Jahren. Sein Begräbnis fand mehrere Wochen später in der Washington National Cathedral statt. Seine Frau Annelise starb am 7. August 2008.

## Zitate
“We must be very careful when we speak of exercising ‘leadership’ in Asia. We are deceiving ourselves and others when we pretend to have answers to the problems, which agitate many of these Asiatic peoples. Furthermore, we have about 50% of the world’s wealth but only 6.3 of its population. This disparity is particularly great as between ourselves and the peoples of Asia. In this situation, we cannot fail to be the object of envy and resentment. Our real task in the coming period is to devise a pattern of relationships, which will permit us to maintain this position of disparity without positive detriment to our national security. To do so we will have to dispense with all sentimentality and daydreaming; and our attention will have to be concentrated everywhere on our immediate national objectives. We need not deceive ourselves that we can afford today the luxury of altruism and world benefaction…
In the face of this situation we would be better off to dispense now with a number of the concepts which have underlined our thinking with regard to the Far East. We should dispense with the aspiration to 'be liked' or to be regarded as the repository of a high-minded international altruism. We should stop putting ourselves in the position of being our brothers’ keeper and refrain from offering moral and ideological advice. We should cease to talk about vague – and for the Far East – unreal objectives such as human rights, the raising of the living standards, and democratization. The day is not far off when we are going to have to deal in straight power concepts. The less we are hampered by idealistic slogans, the better.”

„Wir müssen sehr vorsichtig sein, von unserer ‚Führungsrolle‘ in Asien zu sprechen. Wir betrügen uns und andere, wenn wir vorgeben, eine Lösung für jene Probleme zu besitzen, die die meisten dieser asiatischen Menschen bewegen. Wir besitzen etwa 50 % des Reichtums dieser Welt, stellen aber nur 6,3 % seiner Bevölkerung. Dieser Unterschied ist im Verhältnis zwischen uns und den Völkern Asiens besonders groß. In einer solchen Situation kommen wir nicht umhin, Neid und Missgunst auf uns zu lenken. Unsere eigentliche Aufgabe in der nächsten Zeit besteht darin, eine Form von Beziehungen zu finden, die es uns erlaubt, diese Wohlstandsunterschiede ohne ernsthafte Abstriche an unserer nationalen Sicherheit beizubehalten. Um das zu erreichen, werden wir auf alle Sentimentalitäten und Tagträumereien verzichten müssen; und wir werden unsere Aufmerksamkeit überall auf unsere ureigensten, nationalen Vorhaben konzentrieren müssen. Wir dürfen uns nicht vormachen, dass wir uns heute den Luxus von Altruismus und Weltbeglückung leisten könnten… […] Wir sollten aufhören von vagen – und für den Fernen Osten – unrealistischen Zielen wie Menschenrechten, Anhebung von Lebensstandards und Demokratisierung zu reden. Der Tag ist nicht mehr fern, an dem unser Handeln von nüchternem Machtdenken geleitet sein muss. Je weniger wir dann von idealistischen Parolen behindert werden, desto besser.“

## Schriften
- American Diplomacy, 1900–1950 (1951), dt. Amerikas Außenpolitik, Europa-Verlag, Zürich/Stuttgart/Wien 1952.
- Russia Leaves the War, Princeton University Press (1956; erhielt den Bancroft-Preis)
- Russia, the Atom, and the West (1958), dt. Russland, der Westen und die Atomwaffe, Ullstein-TB. 1958.
- Russia and the West under Lenin and Stalin (1961)
- Memoirs, 1925–1950 (1967), dt. Memoiren eines Diplomaten, München (dtv) 1971, ISBN 3-423-10096-6.
- From Prague after Munich: Diplomatic Papers, 1938–1940 (1968)
- The Marquis de Custine and his „Russia in 1839“. Princeton University Press, Princeton NJ 1971, ISBN 0-691-05187-9.
- Memoirs, 1950–1963 (1972), dt. Memoiren 1950–1963. Goverts, Frankfurt 1973, ISBN 3-7740-0440-4.
- The Decline of Bismarck’s European Order: Franco-Russian Relations, 1875–1890 (1979), dt. Bismarcks europäisches System in der Auflösung. Propyläen, Berlin 1981, ISBN 3-549-07622-3.
- The Nuclear Delusion: Soviet-American Relations in the Atomic Age (1982)
- The Fateful Alliance: France, Russia, and the Coming of the First World War (1984), dt. Die schicksalhafte Allianz, Köln 1990, ISBN 3-462-02036-6.
- Sketches from a Life (1989), dt. Impressionen eines Lebens, Econ, Düsseldorf 1990, ISBN 3-430-15291-7.
- Around the Cragged Hill: A Personal and Political Philosophy (1993)
- At a Century’s Ending: Reflections 1982–1995 (1996)
- An American Family: The Kennans – The First Three Generations (2000)

## Auszeichnungen
- 1952: Mitglied der American Academy of Arts and Sciences
- 1952: Mitglied der American Philosophical Society[28]
- 1962: Mitglied der American Academy of Arts and Letters[29]
- 1982 Friedenspreis des Deutschen Buchhandels[30]
- 1983: Korrespondierendes Mitglied der British Academy[31]

Nach ihm benannt ist seit 2005 der Kennan-Kommentar-Preis (vormals Deutsch-Amerikanische Kommentarpreis), ein Journalistenpreis im Rahmen der Arthur F. Burns Fellowships.